# Médaille des blessés de guerre
Die Médaille des blessés de guerre (deutsch Medaille der Kriegsverwundeten) ist ein französisches Ehrenzeichen. Sie ist eine Auszeichnung für Soldaten, die im Rahmen eines Krieges oder eines Auslandseinsatzes verwundet wurden. In der protokollarischen Rangfolge folgt sie der Médaille de la Gendarmerie Nationale.

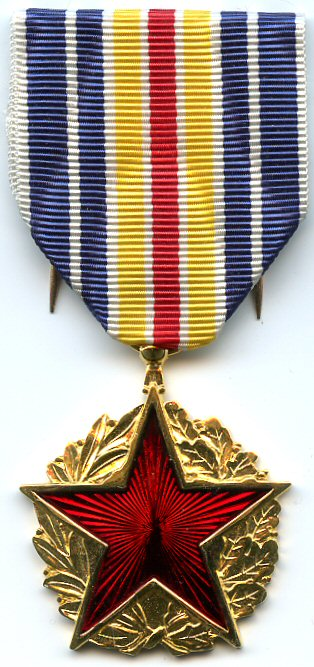
Medaille der Kriegsverwundeten

## Geschichte
Das Abzeichen wurde ursprünglich als "Insigne des blessés de guerre" während des Ersten Weltkrieges auf Anregung des Schriftstellers Maurice Barrès durch einen Beschluss des französischen Parlaments, der Chambre des députés, am 11. Dezember 1916 ins Leben gerufen. In der Folgezeit wurde es an Kriegsversehrte, Kriegsgefangene, deportierte Angehörige der Résistance sowie an die während weiterer militärischer Auseinandersetzungen Versehrte verliehen.
Hundert Jahre später, am 17. August 2016 wurde das ursprüngliche Abzeichen mit Dekret 2016-1130 des französischen Premierministers Édouard Philippe durch die Medaille ersetzt. Ihr protokollarischer Rang wird durch ein weiteres Dekret vom 24. Februar 2019 festgelegt.

## Verleihung
Die Medaille kann gemäß dem Dekret verliehen werden an:
- Soldaten, die an einer physischen oder psychischen Verwundung leiden. Diese Verwundung muss durch die Sanitätsdienste der Streitkräfte attestiert und durch das Verteidigungsministerium bestätigt werden.

- Kriegsgefangene, die während ihrer Inhaftierung physische oder psychische Verwundungen erlitten haben.

## Medaille
Die Medaille der Kriegsverwundeten besteht aus vergoldeter Bronze mit einem Durchmesser von 30 mm. Es besteht hauptsächlich aus einem großen hellrot emaillierten fünfzackigen Stern auf einer Krone aus halben Lorbeeren (links) und halben Eichenblättern (rechts).